# Mark Pinger
Mark Pinger (* 26. Juni 1970 in Kenzingen) ist ein ehemaliger deutscher Schwimmer, der bei Olympischen Spielen zwei Bronzemedaillen gewann.
Der für den SV Nikar Heidelberg schwimmende Mark Pinger belegte bei den Deutschen Schwimmmeisterschaften 1992 über 50 Meter Freistil den zweiten Platz hinter Nils Rudolph. Über 100 Meter Freistil verpasste er das A-Finale, war aber als Sieger des B-Finales in 50,03 Sekunden schneller als alle Starter des A-Finales. Bei den Olympischen Spielen 1992 in Barcelona gewann er mit der 4-mal-100-Meter-Freistilstaffel in der Besetzung Christian Tröger, Dirk Richter, Steffen Zesner und Mark Pinger die Bronzemedaille hinter den Staffeln aus den Vereinigten Staaten und aus der Gemeinschaft Unabhängiger Staaten, der ehemaligen Sowjetunion. Über 50 Meter Freistil erreichte Pinger das B-Finale und belegte insgesamt den zwölften Platz. Die 4-mal-100-Meter-Lagenstaffel in der Besetzung Tino Weber, Mark Warnecke, Christian Keller und Mark Pinger belegte den vierten Platz knapp hinter den Kanadiern. Bei den Sprinteuropameisterschaften 1992 erschwamm Pinger Silber über 50 Meter Freistil und mit der Freistilstaffel.
1993 gewann Mark Pinger bei den Deutschen Schwimmmeisterschaften über 50 Meter Freistil seinen einzigen deutschen Meistertitel auf der 50-Meter-Bahn; über 100 Meter belegte er den zweiten Platz hinter Christian Tröger. 1995 siegte Pinger nach 1992 zum zweiten Mal bei den Deutschen Kurzbahnmeisterschaften über 50 Meter Freistil. 1996 konnte sich Pinger als Dritter bei den Deutschen Meisterschaften über 100 Meter für die Olympischen Spiele in Atlanta qualifizieren. Dort gewann die deutsche Staffel mit Christian Tröger, Bengt Zikarsky, Björn Zikarsky und Mark Pinger erneut Bronze hinter den Staffeln aus den Vereinigten Staaten und aus Russland.
1993 wurde er mit dem Silbernen Lorbeerblatt geehrt.